# Little Island at Pier 55

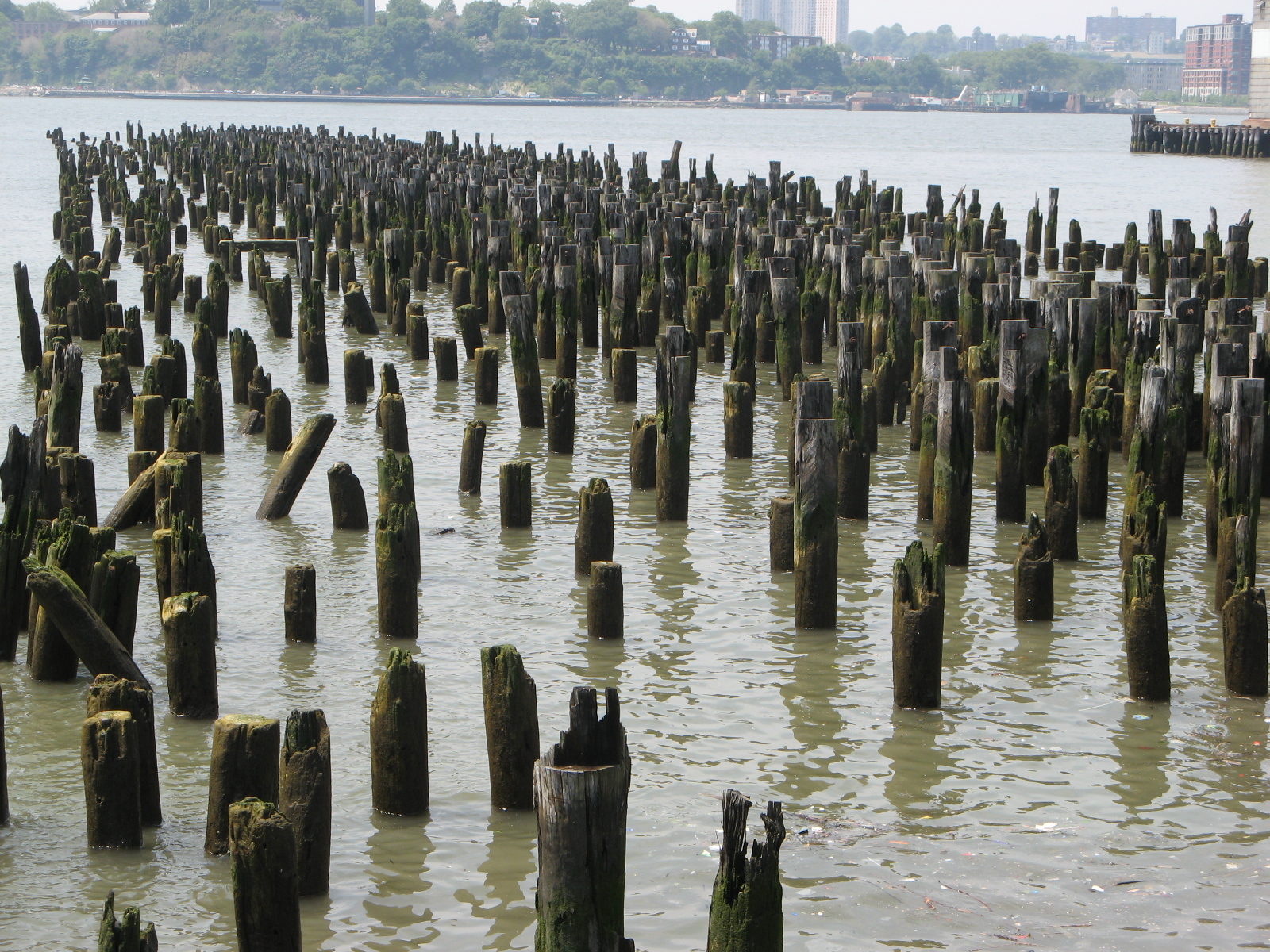
Pozostałości dawnego Molo 55

Little Island (pełna nazwa Little Island at Pier 55) – park kieszonkowy na sztucznej wyspie na rzece Hudson na zachód od Manhattanu w Nowym Jorku, sąsiadujący z parkiem Hudson River. Park został zaprojektowany przez brytyjskiego architekta Thomasa Heatherwicka, założyciela Heatherwick Studio. Oficjalne otwarcie parku nastąpiło 21 maja 2021 roku. Projekt został sfinansowany głównie przez prywatnych inwestorów: Barry’ego Dillera i jego żonę, projektantkę mody Diane von Furstenberg.  

## Historia
W XIX i XX wieku nabrzeże rzeki Hudson przekształciło się w ruchliwy port. W latach 1910–1935 Molo 54 (ang. Pier 54) obsługiwał brytyjską linię Cunard-White Star, służąc jako punkt wyjścia i powrotu dla rejsów transatlantyckich liniowców oceanicznych. W 1912 roku ocaleni ze słynnej katastrofy "Titanica" dotarli w bezpieczne miejsce na Molo 54 na pokładzie liniowca ratunkowego RMS Carpathia.

## Konstrukcja
Sztuczna wyspa została zbudowana na palach dawnego Molo 54 i połączona dwoma kładkami z Manhattanem, które prowadzą do dzielnicy Meatpacking District. Konstrukcja parkowa opiera się na 132 betonowych filarach w kształcie "tulipanów", których górne części w kształcie donic są obsadzone róznego rodzaju roślinami (ponad 350 gatunków kwiatów, drzew i krzewów). Betonowe "tulipany" wyprodukowane przez firmę Fort Miller Co są unikatowe jeżeli chodzi o ich kształt. Każdy "tulipan" ma inne wymiary, dzięki czemu powstaje wrażenie że cała konstrukcja faluje na wodzie. Park posiada amfiteatr na 687 miejsc, wyposażony w wysokiej jakości oświetlenie i akustykę.

## Sponsorzy
Biznesmen Barry Diller i jego żona Diane von Furstenberg założyli fundację Diller - von Furstenberg, która wspiera organizacje non-profit. Fundacja przekazała 260 milionów dolarów na rewitalicję dzielnicy West Side, w tym na budowę parku Little Island w miejscu upadłego starego portu oraz przeznaczyła 20 milionów dolarów na budowę High Line: przekształcenie nieużywanej naziemnej linii kolejowej na Manhattanie w park.

## Galeria

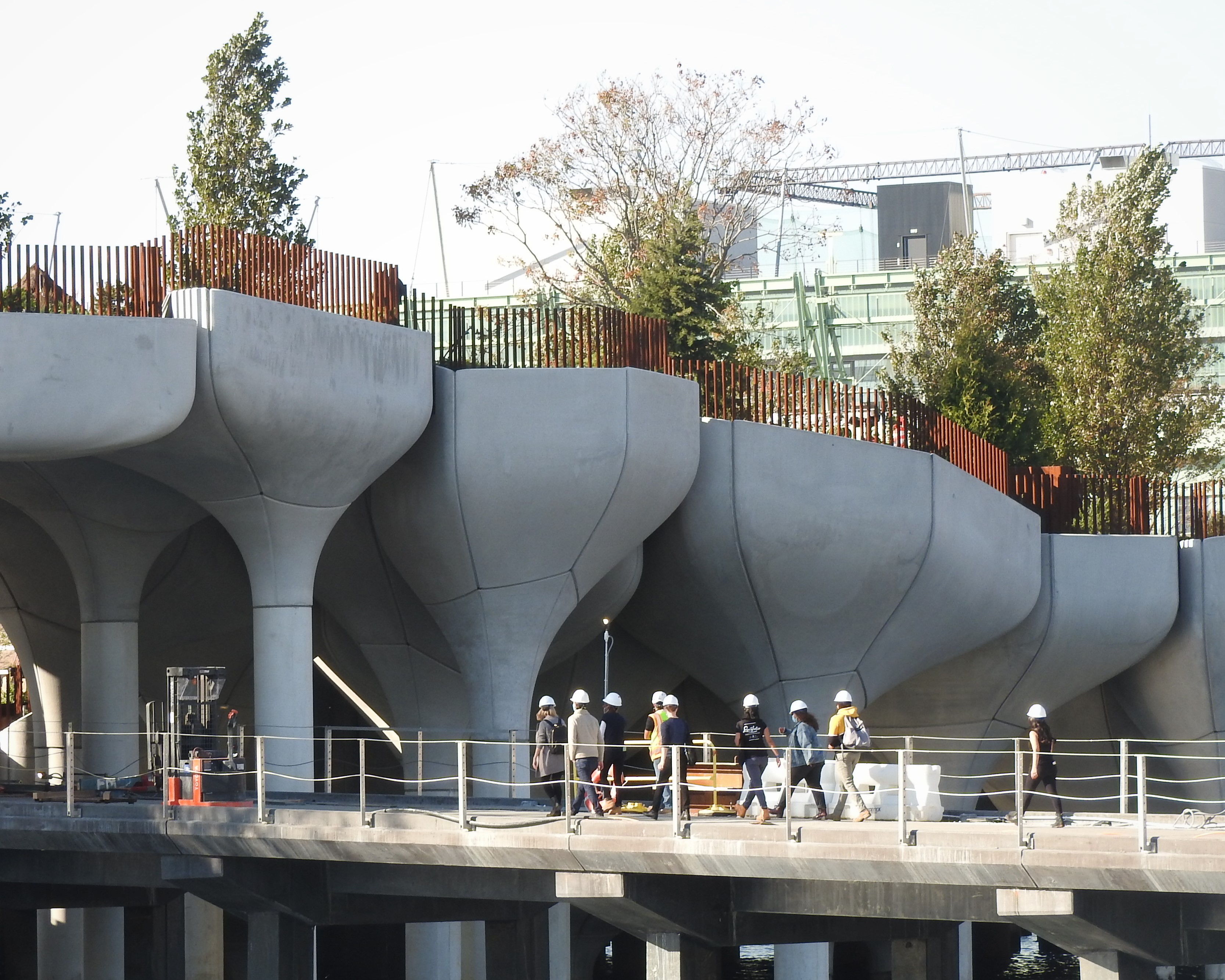
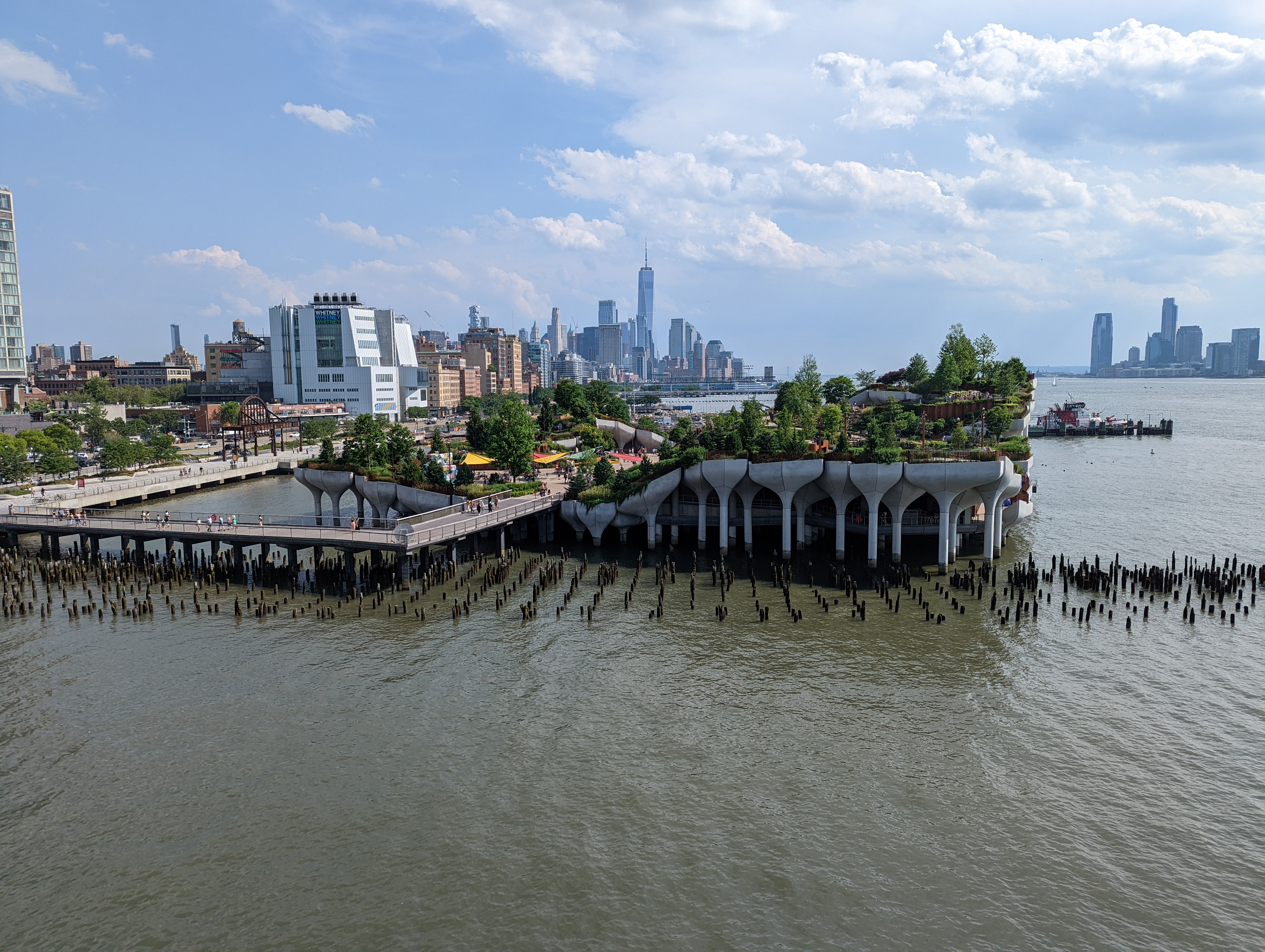
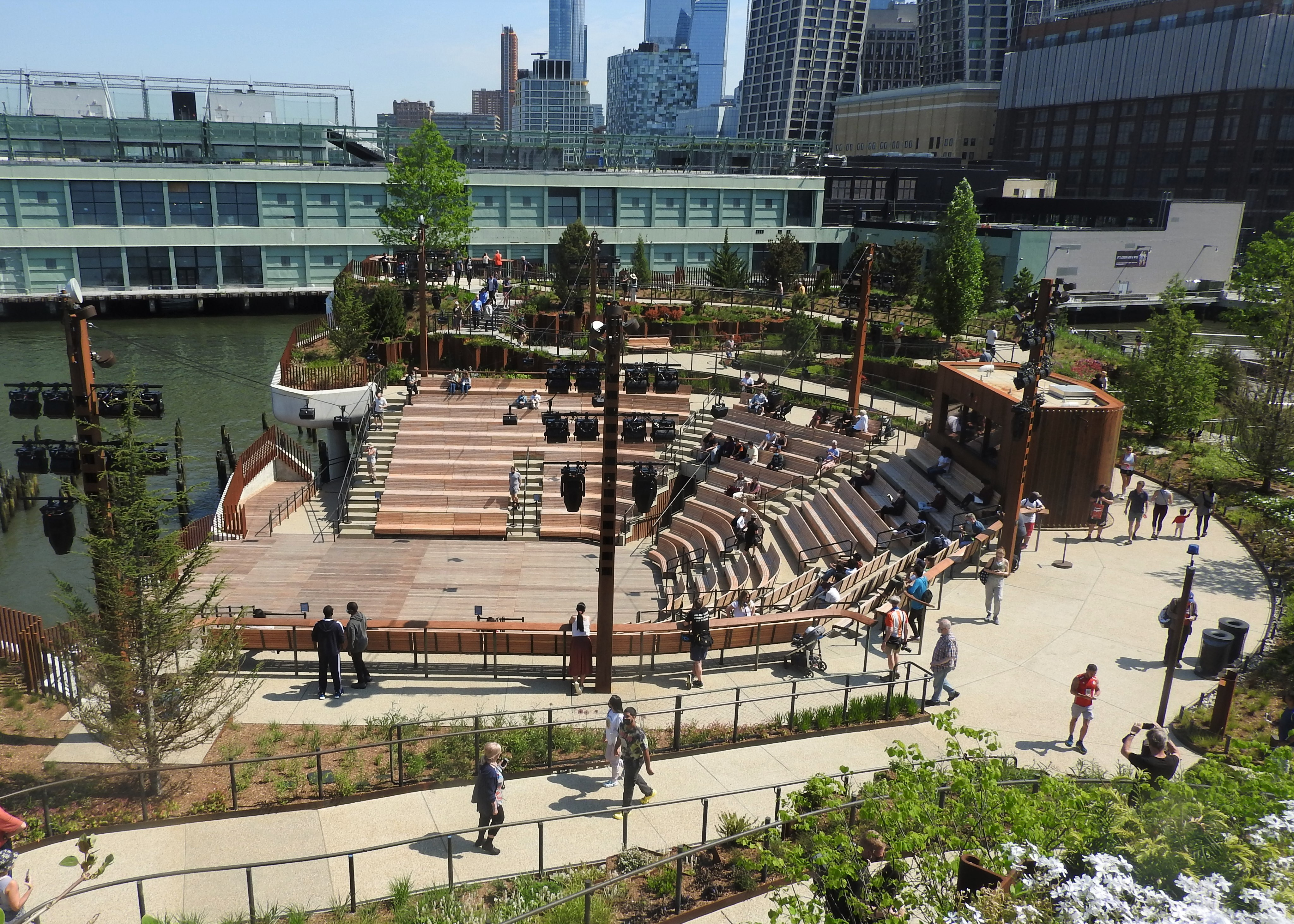
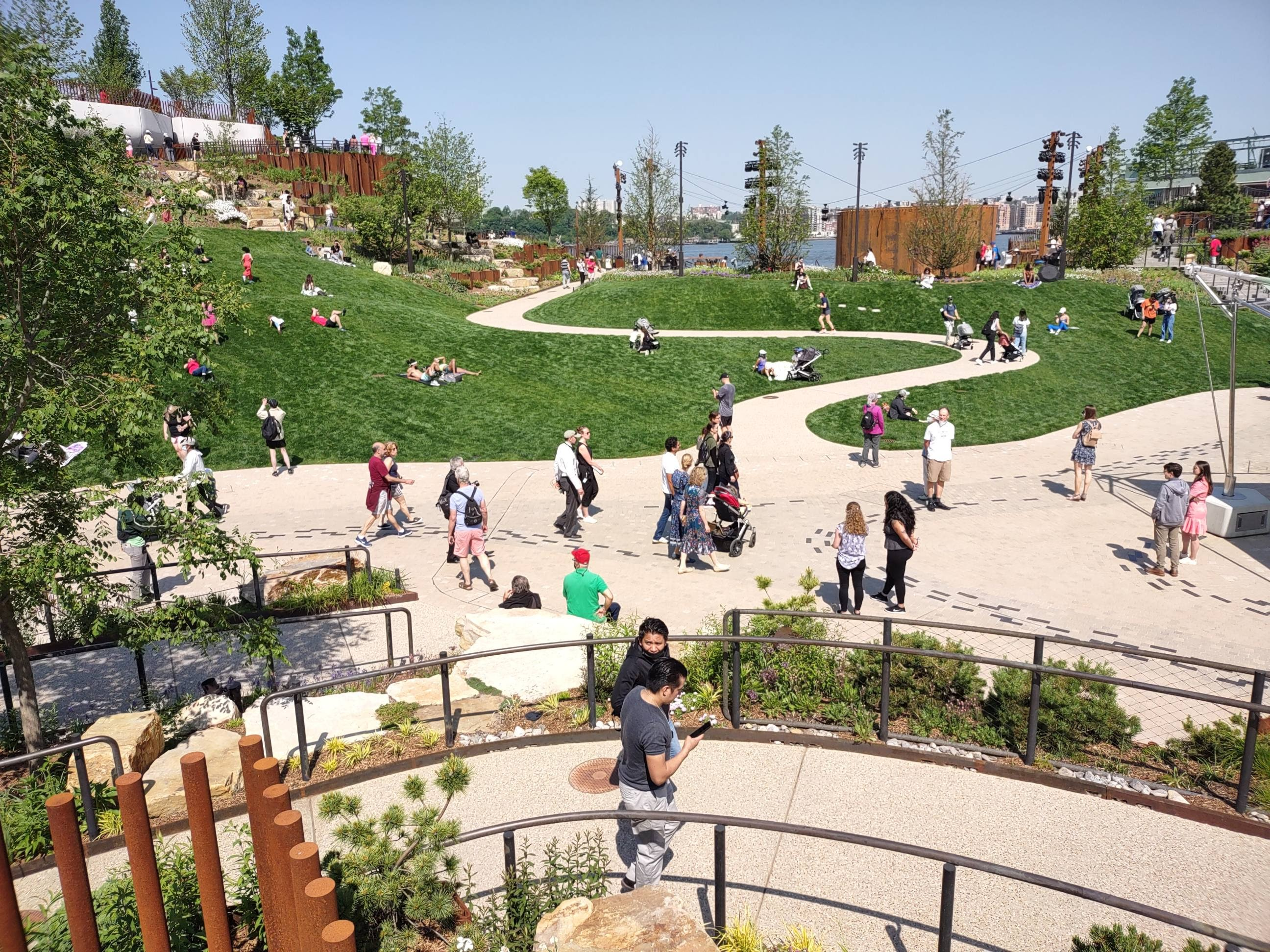
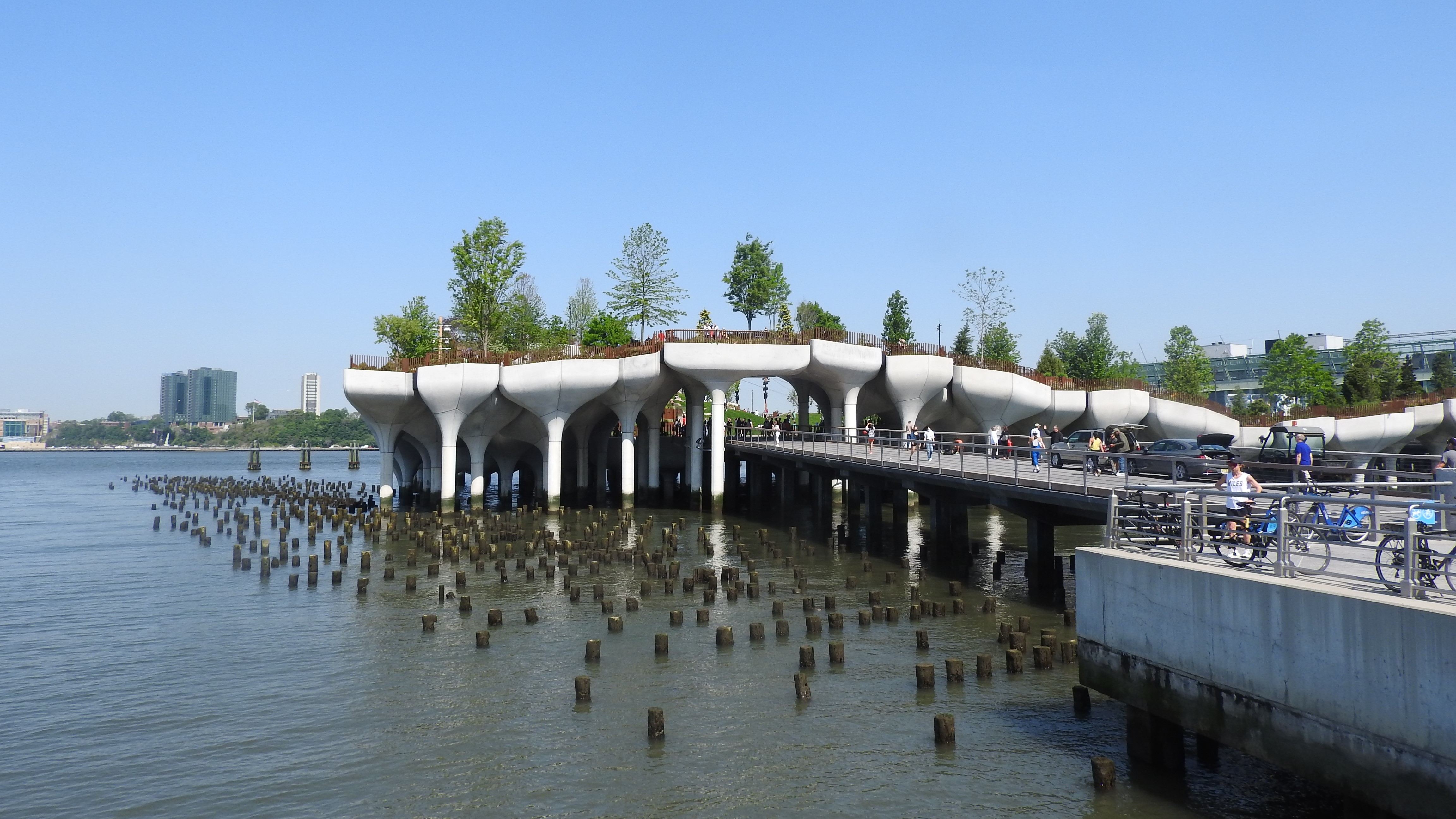
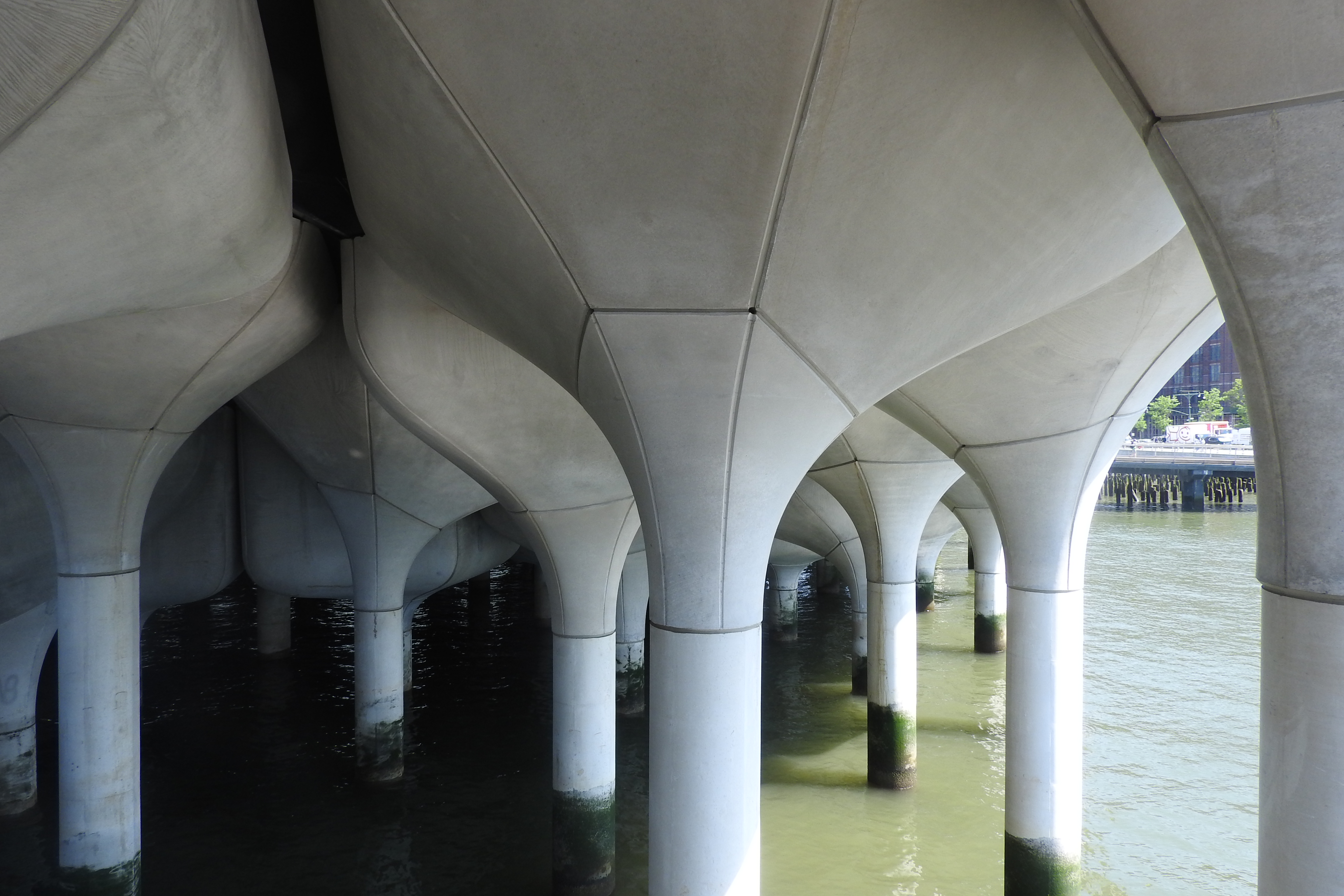